# Brandon Beal
Brandon Beal (født Brandon O'bryant Beal; 16. december 1983) er en amerikansk sanger, sangskriver, producer og tidligere professionel fodboldspiller. I 2002 brækkede han nakken i en voldsom tackling, herefter startede en stor glidebane i hans liv, indtil han fandt sit naturtalent for musik. Historien er genfortalt i samarbejdet med Lukas Graham på hans seneste single "Golden" som blev udgivet d. 11. februar 2016. Han fik anerkendelse for sit album Comfortable, som blev udgivet i 2006 (i samarbejde med den dansk-amerikanske producer Multiman). Albummet har solgt over 65.000 eksemplarer.
Siden 2011 har Brandon Beal samarbejdet med den danske DJ og producer, Kato. Han udgav i slutningen af 2012 sin første single i eget navn i Danmark med navnet "Single For The Night", som var produceret af Rasmus Hedegaard.
Brandon Beal har i flere omgange turneret med Kato. Han har sammen med Rasmus Hedegaard dannet duoen Beal & Ras, hvor singlerne "Money" og "I Like It" er blevet udgivet.
Som sangskriver har Brandon Beal arbejdet sammen med Lukas Graham om deres debutalbum, som lå nummer ét på albumhitlisten i 11 uger og gik 3x platin. Brandon Beal var med til at skrive den fjerde single fra Lukas Graham, "Better Than Yourself", og denne debuterede også på førstepladsen på den danske hitliste. I 2014 udgav han sangen "Twerk it like Miley", hvor Christopher også medvirker. Sangen toppede på hitlistens førsteplads. Nummeret blev efterfølgende omskrevet til countrystil, der blev brugt i Natholdet med Anders Breinholt.
I efteråret 2014 var Beal med på Christophers turné. Brandon Beal vandt prisen som "Årets danske clubhit" ved Danish Music Awards 2014. Han medvirkede desuden på Christophers sang "CPH Girls", der også toppede på førstepladsen på hitlisten. Han udgav i 2016 nummer-ét singlen "Golden", der fik 100.000 visninger på under en uge.
Den 23. april 2017 udgav Brandon Beal sin single, "Paradise", hvor sangerinden Olivia Holt medvirker.
Som en julegave til P3's lyttere i 2017, udgav Brandon Beal og P3 sangen "Bad Attitude" som allerede, dagen efter var på toplisten.

## Diskografi

### Albums
- Comfortable (2006)
- Truth (2016)

### Singler
| År                                                       | Titel                                         | Højeste placering | Højeste placering | Højeste placering | Højeste placering | Certificering           |
| År                                                       | Titel                                         | Danmark           | Norge             | Sverige           | Tyskland          | Certificering           |
| -------------------------------------------------------- | --------------------------------------------- | ----------------- | ----------------- | ----------------- | ----------------- | ----------------------- |
| 2013                                                     | "Single for the Night"                        | —                 | —                 | —                 | —                 |                         |
| 2014                                                     | "Twerk It Like Miley" (featuring Christopher) | 1                 | —                 | —                 | 95                | - 3× Platin (streaming) |
| 2014                                                     | "Side Bitch Issues"                           | 34                | —                 | —                 | —                 | - Guld                  |
| 2016                                                     | "Golden" (featuring Lukas Graham)             | 1                 | —                 | 55                | 27                | - 2x Platin             |
| 2017                                                     | "Lay Down"                                    |                   |                   |                   |                   |                         |
| 2017                                                     | "Paradise" (featuring Olivia Holt)            |                   |                   |                   |                   |                         |
| 2018                                                     | "EX" (featuring Jimilian)                     |                   |                   |                   |                   |                         |
| "—" markerer en udgivelse der ikke opnåede en placering. |                                               |                   |                   |                   |                   |                         |

### Som gæstesanger
- Kato - "My House 2.0" (feat. Brandon Beal & Negash Ali) (2011)
- Kato - "Never Let U Go" (feat. Snoop Dogg & Brandon Beal) (2012)
- Kato - "Bootycall" (feat. Brandon Beal) (2013)
- Christopher - "CPH Girls" (feat. Brandon Beal) (2014)
- Hedegaard - "Smile & Wave" (feat. Brandon Beal) (2015)
- Lågsus P3 - "Bad attitude" (feat. Brandon Beal) (2017)

## Priser & Nomineringer
| År   | Pris                 | Kategory                     | Nomineret                                   | Resultat  |
| ---- | -------------------- | ---------------------------- | ------------------------------------------- | --------- |
| 2016 | Zulu Awards          | Årets Danske Nye Artist      | Brandon Beal                                | Nomineret |
| 2016 | Danish DeeJay Awards | Publikums-prisen             | "Smile And Wave                             | Vundet    |
| 2016 | Danish DeeJay Awards | Årets Danske Hit             | "Golden"                                    | Nomineret |
| 2015 | Danish DeeJay Awards | Årets Danske Deejay-favorit  | "Twerk It Like Miley"                       | Vundet    |
| 2015 | Danish DeeJay Awards | Årets Danske Urban-udgivelse | "Twerk It Like Miley"                       | Vundet    |
| 2015 | Danish DeeJay Awards | Dancechart.dk-prisen         | "Twerk It Like Miley"                       | Vundet    |
| 2015 | Danish Music Awards  | Årets Danske Hit             | "CPH Girls"                                 | Nomineret |
| 2014 | Danish Music Awards  | Årets Danske Pop-udgivelse   | "Told You So"                               | Nomineret |
| 2014 | Danish Music Awards  | Årets Danske Sangskriver     | "Told You So"                               | Nomineret |
| 2014 | Danish Music Awards  | Årets Danske Album           | "Told You So"                               | Nomineret |
| 2014 | Danish Music Awards  | Årets Danske hit             | "Twerk It Like Miley"                       | Nomineret |
| 2014 | Danish Music Awards  | Årets Danske Producer        | "Happy Home"                                | Vundet    |
| 2014 | Danish Music Awards  | Årets Danske Clubhit         | "Twerk It Like Miley"                       | Vundet    |
| 2013 | Danish Music Awards  | Årets Danske Hit             | "Better Than Yourself (Criminal Mind pt. 2) | Nomineret |